# Brassaiopsis
Brassaiopsis, biljni rod iz porodice brestanjevki. sastoji se od 44 vrste grmova i drveća u južnim dijelovima Azije, od Indijskog potkontinenta do Kine i Jave

## Vrste
1. Brassaiopsis aculeata (Buch.-Ham. ex D.Don) Seem.
2. Brassaiopsis andamanica R.N.Banerjee
3. Brassaiopsis angustifolia K.M.Feng
4. Brassaiopsis bodinieri (H.Lév.) J.Wen & Lowry
5. Brassaiopsis calcarea Craib
6. Brassaiopsis castaneifolia Philipson
7. Brassaiopsis chengkangensis Hu
8. Brassaiopsis ciliata Dunn
9. Brassaiopsis dumicola W.W.Sm.
10. Brassaiopsis elegans Ridl.
11. Brassaiopsis ferruginea (H.L.Li) G.Hoo
12. Brassaiopsis ficifolia Dunn
13. Brassaiopsis ficifolioides J.Wen & Lowry
14. Brassaiopsis gigantea J.Wen & Lowry
15. Brassaiopsis glomerulata (Blume) Regel
16. Brassaiopsis gracilis Hand.-Mazz.
17. Brassaiopsis griffithii C.B.Clarke
18. Brassaiopsis grushvitzkyi J.Wen, Lowry & T.H.Nguyên
19. Brassaiopsis hainla (Buch.-Ham.) Seem.
20. Brassaiopsis hispida Seem.
21. Brassaiopsis hookeri C.B.Clarke
22. Brassaiopsis kwangsiensis G.Hoo
23. Brassaiopsis magnifica Dunn
24. Brassaiopsis malayana de Kok
25. Brassaiopsis minor B.C.Stone
26. Brassaiopsis mitis C.B.Clarke
27. Brassaiopsis moumingensis (Y.R.Ling) C.B.Shang
28. Brassaiopsis nhatrangensis (Bui) J.Wen & Lowry
29. Brassaiopsis phanrangensis C.B.Shang
30. Brassaiopsis producta (Dunn) C.B.Shang
31. Brassaiopsis pseudoficifolia Lowry & C.B.Shang
32. Brassaiopsis quercifolia G.Hoo
33. Brassaiopsis resecta (Miq.) Esser & Jebb
34. Brassaiopsis rufosetosa (Ridl.) Jebb
35. Brassaiopsis shweliensis W.W.Sm.
36. Brassaiopsis simplex (King) B.C.Stone
37. Brassaiopsis simplicifolia C.B.Clarke
38. Brassaiopsis spinosissima Esser
39. Brassaiopsis stellata K.M.Feng
40. Brassaiopsis sumatrana Ridl.
41. Brassaiopsis tibetanus C.B.Shang
42. Brassaiopsis triloba K.M.Feng
43. Brassaiopsis tripteris (H.Lév.) Rehder
44. Brassaiopsis variabilis C.B.Shang